# ماركو توليو فيغا
ماركو توليو فيغا (بالإسبانية: Marco Tulio Vega)‏ هو مدرب كرة قدم ولاعب كرة قدم هندوراسي في مركز الهجوم، ولد في 14 أبريل 1987 في Utila ‏ في هندوراس. شارك مع منتخب هندوراس لكرة القدم. أما مع النوادي، فقد لعب مع نادي ماراثون.

## وصلات خارجية
- ماركو توليو فيغا على موقع ناشيونال فوتبول تيمز (الإنجليزية)
- ماركو توليو فيغا على موقع Soccerway.com (الإنجليزية)